# أريك وليامز (لاعب كرة سلة)
أريك وليامز (بالإنجليزية: Eric Williams) (و. 1984  م) هو لاعب كرة سلة من الولايات المتحدة، وبلغاريا، ولد في فرانكفورت، مركز لعبه هو وسط.

## التعليم
تعلم في Wake Forest High School ‏
.

## روابط خارجية
- أريك وليامز على موقع كرة السلة الأوروبية.كوم (الإنجليزية)
- أريك وليامز على موقع كلية كرة السلة في سبورتس رفرنس.كوم (الإنجليزية)
- أريك وليامز على موقع ريلجم (الإنجليزية)
- أريك وليامز على موقع بروبوليرز (الإنجليزية)
- أريك وليامز على موقع سبورتس رفرنس (الإنجليزية)